# Dr. No (novela)
Dr. No es la sexta novela de James Bond escrita por Ian Fleming, publicada originalmente el 31 de marzo de 1958. La historia se centra en la investigación de James Bond sobre la desaparición en Jamaica de otro agente del MI6, el comandante John Strangways y su secretaria, Mary Trueblood. Bond establece que Strangways había estado investigando al Dr. No, un operador chino de una mina de guano en la isla caribeña de Crab Key; Bond viaja a la isla para investigar más a fondo. Es en Crab Key que Bond se encuentra primero con Honeychile Rider y luego al mismo Dr. No.
La novela fue originalmente un guion escrito en 1956 para el productor Henry Morgenthau para lo que habría sido un programa de televisión titulado Comandante Jamaica. Cuando esos planes no llegaron a buen término, Fleming adaptó las ideas para formar la base de la novela. El villano homónimo del libro fue influenciado por las historias de Fu Manchú de Sax Rohmer.
Dr. No fue la primera de las novelas de Fleming en recibir críticas negativas a gran escala en Gran Bretaña, con el periodista Paul Johnson del New Statesman escribiendo un informe sobre el "sexo y sadismo" de la historia. Cuando el libro fue lanzado en el mercado estadounidense fue generalmente recibido más favorablemente.
Dr. No fue serializado por el periódico Daily Express tanto en manera escrita como en formato de tira cómica. Fue también el primer largometraje de James Bond de la serie de Eon Productions, lanzado en 1962 y protagonizado por Sean Connery.

## Argumento
Después de recuperarse del envenenamiento con tetrodotoxina infligido a él por la agente de SMERSH Rosa Klebb en Desde Rusia con amor, el agente del MI6 James Bond es enviado por sus superior M a descansar a Jamaica. Allí le es asignada la sencilla tarea de investigar la desaparición del comandante John Strangways, el jefe de la Estación J del MI6 en Kingston y su secretaria.
Bond es informado que Strangways había estado investigando las actividades del Dr. Julius No, un solitario chino-alemán que vive en Crab Key y opera una mina de guano; la isla se dice que es el hogar de un dragón feroz con una colonia de espátulas rosadas en un extremo. Las espátulas están protegidas por la National Audubon Society, dos de cuyos representantes habían muerto cuando su avión se estrelló en la pista de aterrizaje del Dr. No. A su llegada a Jamaica, Bond pronto se da cuenta de que está siendo vigilado, mientras revisa su cuarto de hotel, una cesta de fruta envenenada se entrega a su habitación del hotel (supuestamente un regalo del gobernador colonial) y un ciempiés mortal es colocado en su cama mientras duerme.
Con la ayuda de su viejo amigo Quarrel, Bond visita Crab Key para establecer si hay una conexión entre el Dr. No y la desaparición de Strangways. Allí él y Quarrel conocen a Honeychile "Honey" Rider, quien visita la isla para recoger conchas valiosas. Bond y Honey son capturados por los hombres del Dr. No después de que Quarrel muere quemado por el "Dragón" – un vehículo blindado que disparaba fuego para mantener a los intrusos fuera.
Bond descubre que el Dr. No también está trabajando con los rusos y ha construido una instalación subterránea elaborada desde la cual puede sabotear las pruebas de misiles estadounidenses que se realizan cerca de Cabo Cañaveral. El doctor había sido miembro de los Tong, pero después de que robó una gran cantidad de dinero de sus arcas, fue capturado por la organización, cuyos dirigentes le cortaron las manos en señal de castigo por robo y luego le dispararon. Los Tong creyeron que le habían atravesado el corazón con el disparo; sin embargo, debido a que No tenía el corazón en el lado derecho de su cuerpo (dextrocardia), la bala no tocó su corazón y sobrevivió. Interesado en la capacidad del cuerpo humano para resistir y sobrevivir el dolor, No obliga a Bond a abrirse camino a través de un circuito de obstáculos construido en el sistema de ventilación de la instalación. Lo mantiene bajo observación regular, viendo cómo sufre en su recorrido descargas eléctricas, quemaduras y un encuentro con grandes arañas venenosas. La prueba termina con una pelea contra un calamar gigante cautivo, al que Bond derrota utilizando improvisados objetos convertidos en armas. Después de su fuga, se encuentra con Honey, que ha tenido sus propios problemas: la abandonaron para que la devoraran los cangrejos, pero estos la ignoraron y ella logró escapar por su cuenta.
Bond mata al Dr. No tomando la máquina de carga de guano en los muelles y desviando el flujo de guano para enterrar vivo al villano. Bond y Honey entonces escapan del complejo de No en el vehículo blindado.

## Adaptación a las tiras cómicas
La novela de Fleming se adaptó a la tira cómica diaria del periódico británico Daily Express, gracias a las 1500 libras que el Daily Express se comprometió a pagar por cada una de sus obras. La adaptación se publicó por primera vez el 23 de mayo y concluyó el 1 de octubre de 1960.  Fue escrita por Peter O'Donnell (creador del personaje Modesty Blaise) e ilustrada por John McLusky. 
Estas historietas en blanco y negro, de gran calidad gráfica y literaria, cosecharon a lo largo un gran éxito. El club de fanes de James Bond publicó una reimpresión de la tira en 1981. Dr. No fue reimpresa en 2005 por la editorial Titan Books como parte de una antología que también incluyó Diamantes para la eternidad y Desde Rusia con amor.
- Datos: Q26541